# Vrede van Stolbovo

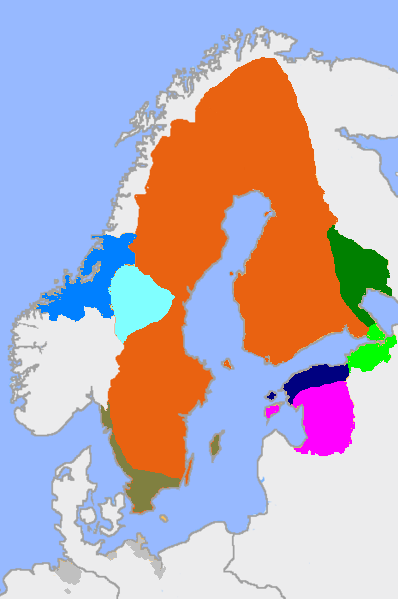
Zweden op zijn hoogtepunt in 1658, met (in groen) de gebieden die Rusland bij de Vrede van Stolbovo afstond aan Zweden: Ingermanland (lichtgroen) en Oost-Karelië (donkergroen)

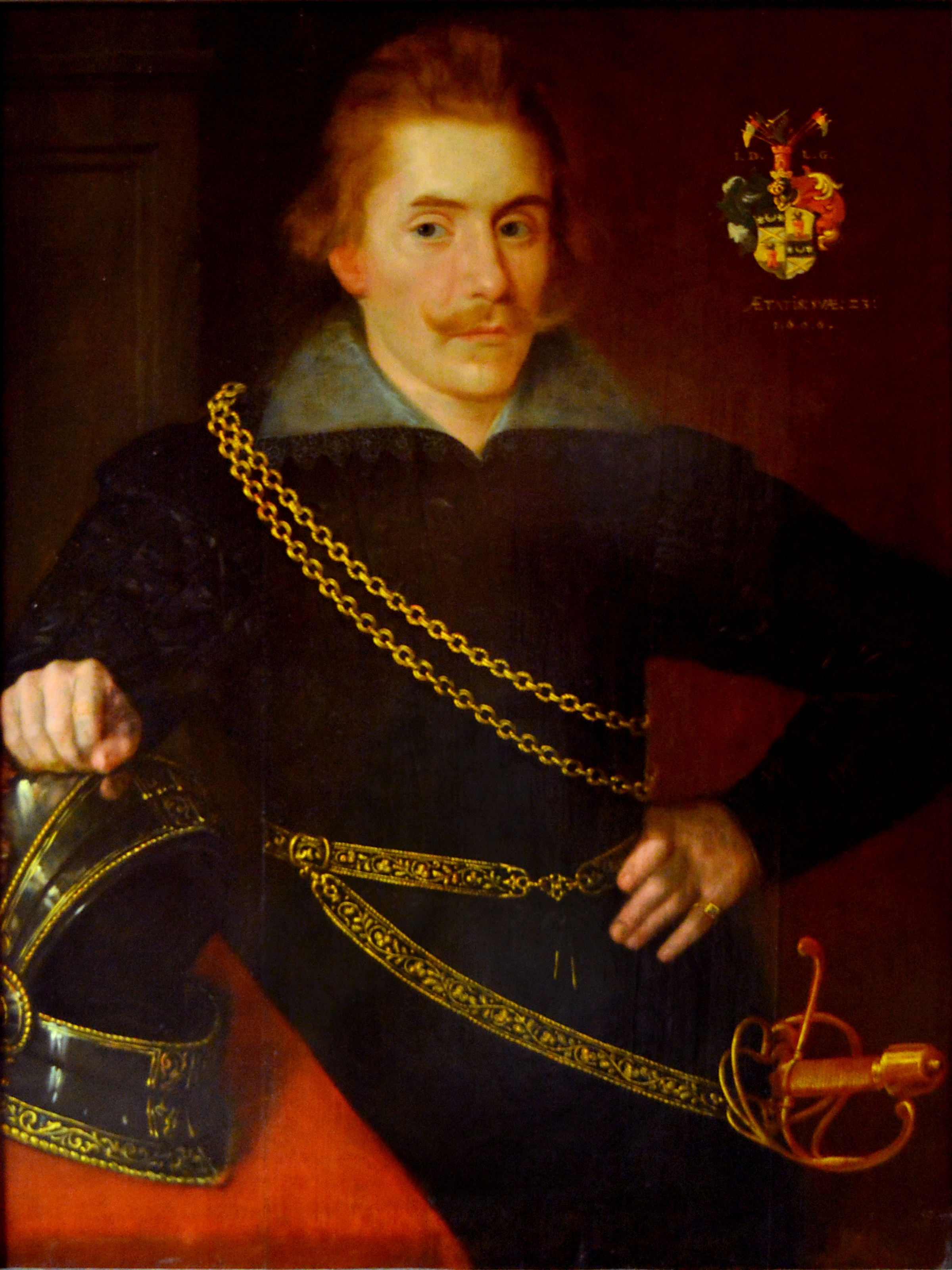
De Zweedse hoofdonderhandelaar Jakob de la Gardie

De Vrede van Stolbovo was een vredesverdrag tussen Zweden en Rusland op 27 februari 1617. Met dit vredesverdag werd de Ingrische Oorlog beëindigd. Het verdrag legde de grondslag voor de "gouden eeuw" van Zweden als Europese grootmacht.

## Achtergrond
De Ingrische Oorlog was in 1610 uitgebroken als onderdeel van de Tijd der Troebelen in Rusland, een opvolgingsstrijd die het land verscheurde na de dood van tsaar Fjodor I in 1598. In 1615 begonnen verkennende vredesonderhandelingen, maar de Russen weigerden rond de tafel te gaan zitten zolang de Zweden de stad Pskov bleven belegeren. Nadat de Zweden op 17 oktober de belegering afbraken, gingen de vredesonderhandelingen in januari 1616 van start. Op 22 februari werd een wapenstilstand getekend.
Naast de Zweedse onderhandelaars (onder leiding van Jakob de la Gardie) en de Russische onderhandelaars waren delegaties uit Engeland, Nederland en Denemarken aanwezig om te bemiddelen tussen de twee partijen. John Mericke, agent van de Engelse Moskoucompagnie in Rusland, stond aan het hoofd van de Engelse delegatie. De Nederlandse delegatie werd geleid door Reinoud van Brederode (1567-1633), oudste zoon van Lancelot van Brederode en schoonzoon van Johan van Oldenbarnevelt. In de Nederlandse delegatie bevonden zich ook de Amsterdamse burgemeester Diederik Bas en de diplomaten Anthonis Goeteeris en Albert Joachimi. Goeteeris zou bij terugkeer naar Nederland een uitvoerig verslag van de reis schrijven.
De handel op de Oostzee was de belangrijkste factor in de grote rijkdom die de Gouden Eeuw in Nederland had voortgebracht, dus de uitkomst van het verdrag was voor de Nederlanders van groot belang. De Nederlanders streefden ernaar om vrije handel met Rusland te behouden. Het belangrijkste doel voor de Nederlanders was om de noordelijke haven Archangelsk uit Zweedse handen te houden.
Na twee maanden onderhandelingen in de stad Diderino werd het vredesverdrag op 27 februari 1617 ondertekend in Stolbovo (ook wel Stolbova; Russisch: Столбово), een nu verdwenen plaats ten zuidoosten van Staraja Ladoga.

## Verdrag
Het verdrag was vooral voordelig voor Zweden, dat de Russische gebieden Ingermanland en Oost-Karelië in handen kreeg, waaronder de strategisch zeer belangrijke forten Kexholm en Nöteborg. Zweden moest wel het veroverde Novgorod teruggeven aan Rusland, Michaël I als rechtmatige tsaar van Rusland erkennen en alle andere claims op Russisch grondgebied opgeven. Rusland kreeg ook het recht tot vrije handel met normale handelstarieven.
Rusland betaalde Zweden herstellingen van 20.000 roebel, en de Zweden mochten alle goederen behouden die ze vóór 20 november 1616 veroverd hadden op de Russen. Rusland mocht handelshuizen vestigen in Stockholm, Reval (nu Tallinn) en Vyborg, en Zweden mocht handelsposten vestigen in Novgorod, Pskov en Moskou. Het verdrag bepaalde dat leden van de bovenklasse in de door Zweden geannexeerde gebieden binnen twee weken na het sluiten van het verdrag mochten emigreren.
De grens tussen Zweden en Rusland werd nu grotendeels een natuurlijke grens, gevormd door het Ladogameer en het Peipusmeer. De Zweedse koning Gustaaf II Adolf zou over het verdrag gezegd hebben: jag hoppas att det skall bliva svårt för ryssen att hoppa över den bäcken ("ik hoop dat het moeilijk voor de Russen zal worden om over die beek te springen").

## Nasleep
Als dank voor zijn rol in de Vrede van Stolbovo werd de Nederlandse hoofdonderhandelaar, Reinoud van Brederode, door de Zweedse koning Gustaaf II Adolf verheven tot friherre (baron). Hij kreeg hierbij de baronie Wezenberg, nu Rakvere in Noord-Estland.
De Vrede van Stolbovo was het begin van Zwedens periode als Europese grootmacht. Zweden zou in de 17e eeuw grote gebieden veroveren en de Oostzee domineren. Op haar hoogtepunt in 1658 had de Zweedse natie een grondgebied dat twee keer zo groot was als nu.
Met dit verdrag verloor Rusland zijn toegang tot de Oostzee. Het Russische verlies van de toegang tot de Oostzee zou een twistpunt blijven en leiden tot verdere oorlogen tussen Zweden en Rusland: de Russisch-Zweedse Oorlog (1656-1658) en de Grote Noordse Oorlog. Nadat Rusland uiteindelijk Ingermanland weer in handen kreeg liet tsaar Peter de Grote zijn nieuwe Russische hoofdstad Sint-Petersburg in Ingermanland bouwen. Rusland zou het gebied nadien nooit meer uit handen geven.